# Unione Sportiva Foggia 1981-1982
Questa voce raccoglie le informazioni riguardanti l'Unione Sportiva Foggia nelle competizioni ufficiali della stagione 1981-1982.

## Rosa
| N. |                   | Ruolo | Calciatore           |
| -- | ----------------- | ----- | -------------------- |
| -  | Italia (bandiera) | D     | Piero Bianco         |
| -  | Italia (bandiera) | A     | Antonio Bordon       |
| -  | Italia (bandiera) | A     | Stanislao Bozzi      |
| -  | Italia (bandiera) | C     | Carmine Caravella    |
| -  | Italia (bandiera) | C     | Pio Cassano          |
| -  | Italia (bandiera) | C     | Angelo Conca         |
| -  | Italia (bandiera) | D     | Paolo De Giovanni    |
| -  | Italia (bandiera) | C     | Federico Frigerio    |
| -  | Italia (bandiera) | A     | Elio Gustinetti      |
| -  | Italia (bandiera) | P     | Vincenzo Laveneziana |
| -  | Italia (bandiera) | A     | Giuliano Musiello    |

| N. |                   | Ruolo | Calciatore              |
| -- | ----------------- | ----- | ----------------------- |
| -  | Italia (bandiera) | P     | Aldo Nardin             |
| -  | Italia (bandiera) | A     | Amerigo Paradiso        |
| -  | Italia (bandiera) | D     | Vito Petruzzelli        |
| -  | Italia (bandiera) | C     | Doriano Pozzato         |
| -  | Italia (bandiera) | C     | Antonio Rocca           |
| -  | Italia (bandiera) | C     | Delio Rossi             |
| -  | Italia (bandiera) | A     | Massimo Scalingi        |
| -  | Italia (bandiera) | C     | Arcangelo Sciannimanico |
| -  | Italia (bandiera) | D     | Francesco Stanzione     |
| -  | Italia (bandiera) | D     | Andrea Stimpfl          |

## Risultati

### Serie B

#### Girone di andata
| 13 settembre 1981 1ª giornata | Foggia | 0 – 1 | Catania |  |

| 20 settembre 1981 2ª giornata | Lecce | 1 – 0 | Foggia |  |

| 27 settembre 1981 3ª giornata | Foggia | 2 – 1 | Pistoiese |  |

| 4 ottobre 1981 4ª giornata | Lazio | 4 – 1 | Foggia |  |

| 11 ottobre 1981 5ª giornata | Foggia | 0 – 0 | Palermo |  |

| 18 ottobre 1981 6ª giornata | Pisa | 1 – 1 | Foggia |  |

| 25 ottobre 1981 7ª giornata | Varese | 1 – 0 | Foggia |  |

| 1º novembre 1981 8ª giornata | Foggia | 2 – 1 | Brescia |  |

| 8 novembre 1981 9ª giornata | Bari | 3 – 0 | Foggia |  |

| 15 novembre 1981 10ª giornata | Foggia | 0 – 0 | Verona |  |

| 22 novembre 1981 11ª giornata | Rimini | 1 – 2 | Foggia |  |

| 29 novembre 1981 12ª giornata | Foggia | 1 – 0 | Cremonese |  |

| 6 dicembre 1981 13ª giornata | Foggia | 2 – 1 | Reggiana |  |

| 13 dicembre 1981 14ª giornata | Sambenedettese | 2 – 2 | Foggia |  |

| 20 dicembre 1981 15ª giornata | Cavese | 1 – 1 | Foggia |  |

| 3 gennaio 1982 16ª giornata | Foggia | 0 – 0 | Perugia |  |

| 10 gennaio 1982 17ª giornata | Pescara | 1 – 1 | Foggia |  |

| 17 gennaio 1982 18ª giornata | Foggia | 1 – 0 | SPAL |  |

| 24 gennaio 1982 19ª giornata | Sampdoria | 1 – 0 | Foggia |  |

#### Girone di ritorno
| 7 febbraio 1982 20ª giornata | Catania | 2 – 1 | Foggia |  |

| 14 febbraio 1982 21ª giornata | Foggia | 1 – 0 | Lecce |  |

| 21 febbraio 1982 22ª giornata | Pistoiese | 0 – 0 | Foggia |  |

| 28 febbraio 1982 23ª giornata | Foggia | 0 – 1 | Lazio |  |

| 7 marzo 1982 24ª giornata | Palermo | 2 – 1 | Foggia |  |

| 14 marzo 1982 25ª giornata | Foggia | 1 – 1 | Pisa |  |

| 21 marzo 1982 26ª giornata | Foggia | 0 – 0 | Varese |  |

| 28 marzo 1982 27ª giornata | Brescia | 1 – 1 | Foggia |  |

| 4 aprile 1982 28ª giornata | Foggia | 1 – 2 | Bari |  |

| 11 aprile 1982 29ª giornata | Verona | 2 – 1 | Foggia |  |

| 18 aprile 1982 30ª giornata | Foggia | 0 – 0 | Rimini |  |

| 25 aprile 1982 31ª giornata | Cremonese | 0 – 1 | Foggia |  |

| 2 maggio 1982 32ª giornata | Reggiana | 1 – 1 | Foggia |  |

| 9 maggio 1982 33ª giornata | Foggia | 0 – 3 | Sambenedettese |  |

| 16 maggio 1982 34ª giornata | Foggia | 0 – 0 | Cavese |  |

| 23 maggio 1982 35ª giornata | Perugia | 1 – 0 | Foggia |  |

| 30 maggio 1982 36ª giornata | Foggia | 2 – 0 | Pescara |  |

| 6 giugno 1982 37ª giornata | SPAL | 0 – 1 | Foggia |  |

| 13 giugno 1982 38ª giornata | Foggia | 2 – 1 | Sampdoria |  |

## Statistiche

### Statistiche di squadra
| Competizione | Punti | In casa | In casa | In casa | In casa | In casa | In casa | In trasferta | In trasferta | In trasferta | In trasferta | In trasferta | In trasferta | Totale | Totale | Totale | Totale | Totale | Totale | DR  |
| Competizione | Punti | G       | V       | N       | P       | Gf      | Gs      | G            | V            | N            | P            | Gf           | Gs           | G      | V      | N      | P      | Gf     | Gs     | DR  |
| ------------ | ----- | ------- | ------- | ------- | ------- | ------- | ------- | ------------ | ------------ | ------------ | ------------ | ------------ | ------------ | ------ | ------ | ------ | ------ | ------ | ------ | --- |
| Serie B      | 36    | 19      | 8       | 7       | 4       | 15      | 12      | 19           | 3            | 7            | 9            | 15           | 25           | 38     | 11     | 14     | 13     | 30     | 37     | -7  |
| Coppa Italia | 1     | 2       | 0       | 1       | 1       | 1       | 2       | 2            | 0            | 0            | 2            | 1            | 6            | 4      | 0      | 1      | 3      | 2      | 8      | -6  |
| Totale       |       | 21      | 8       | 8       | 5       | 16      | 14      | 21           | 3            | 7            | 11           | 16           | 31           | 42     | 11     | 15     | 16     | 32     | 45     | -13 |

### Statistiche dei giocatori
| Giocatore        | Serie B  | Serie B | Serie B     | Serie B    | Coppa Italia | Coppa Italia | Coppa Italia | Coppa Italia | Totale   | Totale | Totale      | Totale     |
| Giocatore        | Presenze | Reti    | Ammonizioni | Espulsioni | Presenze     | Reti         | Ammonizioni  | Espulsioni   | Presenze | Reti   | Ammonizioni | Espulsioni |
| ---------------- | -------- | ------- | ----------- | ---------- | ------------ | ------------ | ------------ | ------------ | -------- | ------ | ----------- | ---------- |
| P. Bianco        | 24       | 0       | ?           | ?          | ?            | ?            | ?            | ?            | 24+      | 0+     | ?           | ?          |
| A. Bordon        | 31       | 9       | ?           | ?          | ?            | ?            | ?            | ?            | 31+      | 9+     | ?           | ?          |
| S. Bozzi         | 7        | 0       | ?           | ?          | ?            | ?            | ?            | ?            | 7+       | 0+     | ?           | ?          |
| C. Caravella     | 14       | 0       | ?           | ?          | ?            | ?            | ?            | ?            | 14+      | 0+     | ?           | ?          |
| P. Cassano       | 1        | 0       | ?           | ?          | ?            | ?            | ?            | ?            | 1+       | 0+     | ?           | ?          |
| A. Conca         | 31       | 0       | ?           | ?          | ?            | ?            | ?            | ?            | 31+      | 0+     | ?           | ?          |
| P. De Giovanni   | 31       | 0       | ?           | ?          | ?            | ?            | ?            | ?            | 31+      | 0+     | ?           | ?          |
| F. Frigerio      | 37       | 2       | ?           | ?          | ?            | ?            | ?            | ?            | 37+      | 2+     | ?           | ?          |
| E. Gustinetti    | 35       | 4       | ?           | ?          | ?            | ?            | ?            | ?            | 35+      | 4+     | ?           | ?          |
| V. Laveneziana   | 19       | -18     | ?           | ?          | ?            | ?            | ?            | ?            | 19+      | -18+   | ?           | ?          |
| G. Musiello      | 20       | 3       | ?           | ?          | ?            | ?            | ?            | ?            | 20+      | 3+     | ?           | ?          |
| A. Nardin        | 21       | -19     | ?           | ?          | ?            | ?            | ?            | ?            | 21+      | -19+   | ?           | ?          |
| A. Paradiso      | 17       | 3       | ?           | ?          | ?            | ?            | ?            | ?            | 17+      | 3+     | ?           | ?          |
| V. Petruzzelli   | 29       | 3       | ?           | ?          | ?            | ?            | ?            | ?            | 29+      | 3+     | ?           | ?          |
| D. Pozzato       | 18       | 0       | ?           | ?          | ?            | ?            | ?            | ?            | 18+      | 0+     | ?           | ?          |
| A. Rocca         | 36       | 0       | ?           | ?          | ?            | ?            | ?            | ?            | 36+      | 0+     | ?           | ?          |
| D. Rossi         | 18       | 0       | ?           | ?          | ?            | ?            | ?            | ?            | 18+      | 0+     | ?           | ?          |
| M. Scalingi      | 2        | 0       | ?           | ?          | ?            | ?            | ?            | ?            | 2+       | 0+     | ?           | ?          |
| A. Sciannimanico | 34       | 2       | ?           | ?          | ?            | ?            | ?            | ?            | 34+      | 2+     | ?           | ?          |
| F. Stanzione     | 25       | 4       | ?           | ?          | ?            | ?            | ?            | ?            | 25+      | 4+     | ?           | ?          |
| A. Stimpfl       | 36       | 0       | ?           | ?          | ?            | ?            | ?            | ?            | 36+      | 0+     | ?           | ?          |